# Eurogeul

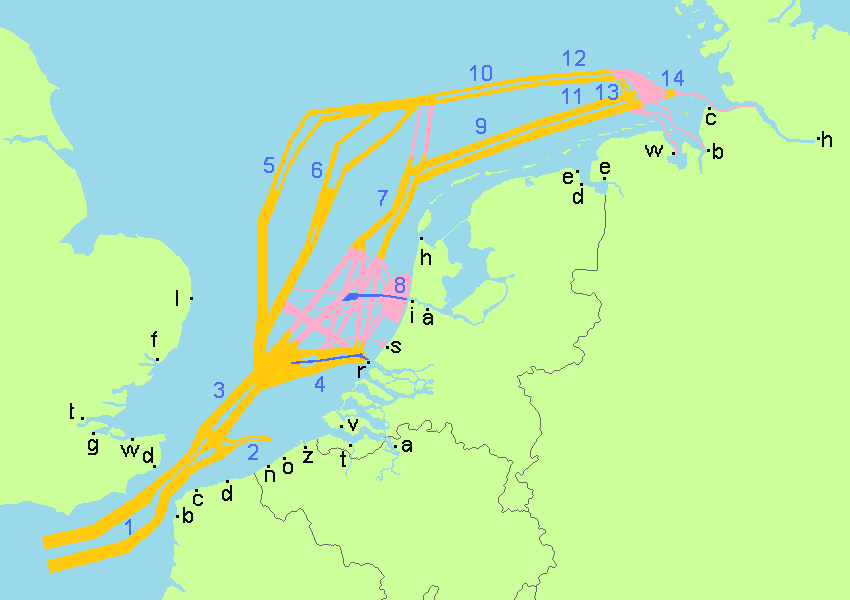
Scheepvaartroutes over de Noordzee

De Eurogeul of Euro-Maasgeul, het laatste stuk wordt Maasgeul genoemd, is een gegraven vaargeul op de Noordzee die toegang verschaft tot de haven van Rotterdam. De Eurogeul heeft een lengte van 25 zeemijl (45,65 kilometer), de Maasgeul heeft een lengte van 6 zeemijl (11,35 kilometer). De diepte van beide is 23 meter.
De diepte van de Noordzee is niet overal gelijk en neemt af van meer dan 200 meter bij de Shetlandeilanden en de kust van Noorwegen tot 20 meter aan de Nederlandse kust. Dit patroon wordt onderbroken door een relatief dieper deel tussen Engeland en Nederland dat tot 40 meter diep gaat. Via dit diepere deel loopt de diepwaterroute die deel uitmaakt van een uitgebreid netwerk van internationale scheepvaartroutes op de Noordzee. Met deze diepwaterroute in dit diepere deel staat de Eurogeul in verbinding.

## Eurogeul
De Eurogeul is in de jaren 1970 gegraven voor zeeschepen met een diepgang van 20 meter en meer. Deze schepen kunnen alleen aanmeren aan de havens met voldoende diepgang van Europoort en de Maasvlakte die gelegen zijn aan het Beerkanaal en het Calandkanaal. Ook kunnen de zeeschepen alleen binnenlopen bij hoog water. De grotere schepen zijn moeilijk te sturen in de haven en men maakt daarom gebruik van sleepboten. Zeeschepen met een diepgang van meer dan 20 meter moeten de Eurogeul gebruiken, zeeschepen met een kleinere diepgang hoeven alleen de Maasgeul te gebruiken.
Om de Eurogeul op diepte te houden worden sleephopperzuigers ingezet om zand uit de Eurogeul op te zuigen in opdracht van het Havenbedrijf Rotterdam en Rijkswaterstaat. De Euro-Maasgeul levert jaarlijks 5 tot 7 miljoen ton zand op dat door baggerwerkzaamheden wordt verkregen.

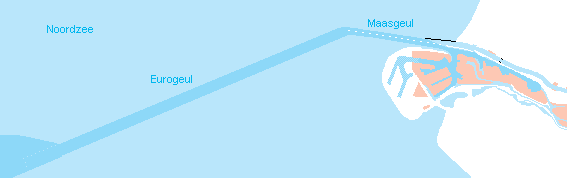
De Eurogeul met de Maasgeul waarop de (gestippelde) witte lichtlijn de juiste koers aangeeft en rechts de Maasvlakte en Europoort

## Maasgeul

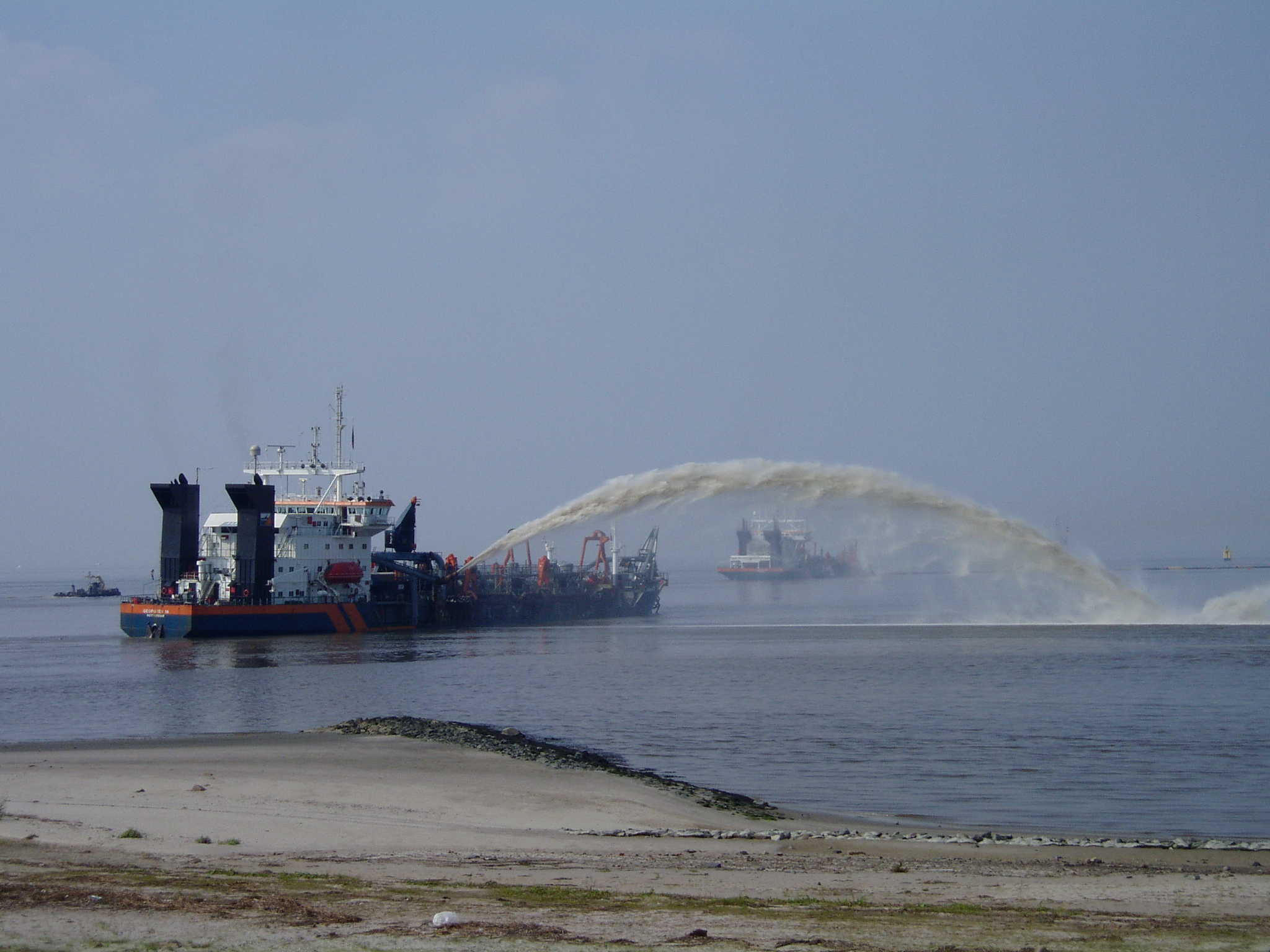
Sleephopperzuigers aan het werk

De laatste 6 zeemijl (11,35 kilometer) van de Eurogeul heet de Maasgeul. Om dit laatste deel van de vaargeul naar de Rotterdamse haven in te varen moeten de schepen een bocht naar stuurboord (rechts) maken. Schepen die in de Maasgeul varen volgen de witte lichtlijn om veilig de haven binnen te varen. De rest van de Eurogeul is aan de zuidzijde voorzien van boeien (betonning). Reeds 75 kilometer uit de kust krijgen diepstekende zeeschepen de loods aan boord per helikopter, nog voor het begin van de Eurogeul. Andere schepen krijgen de loods dichter bij de Maas Center boei per tender aan boord.

### Verbreding Maasgeul

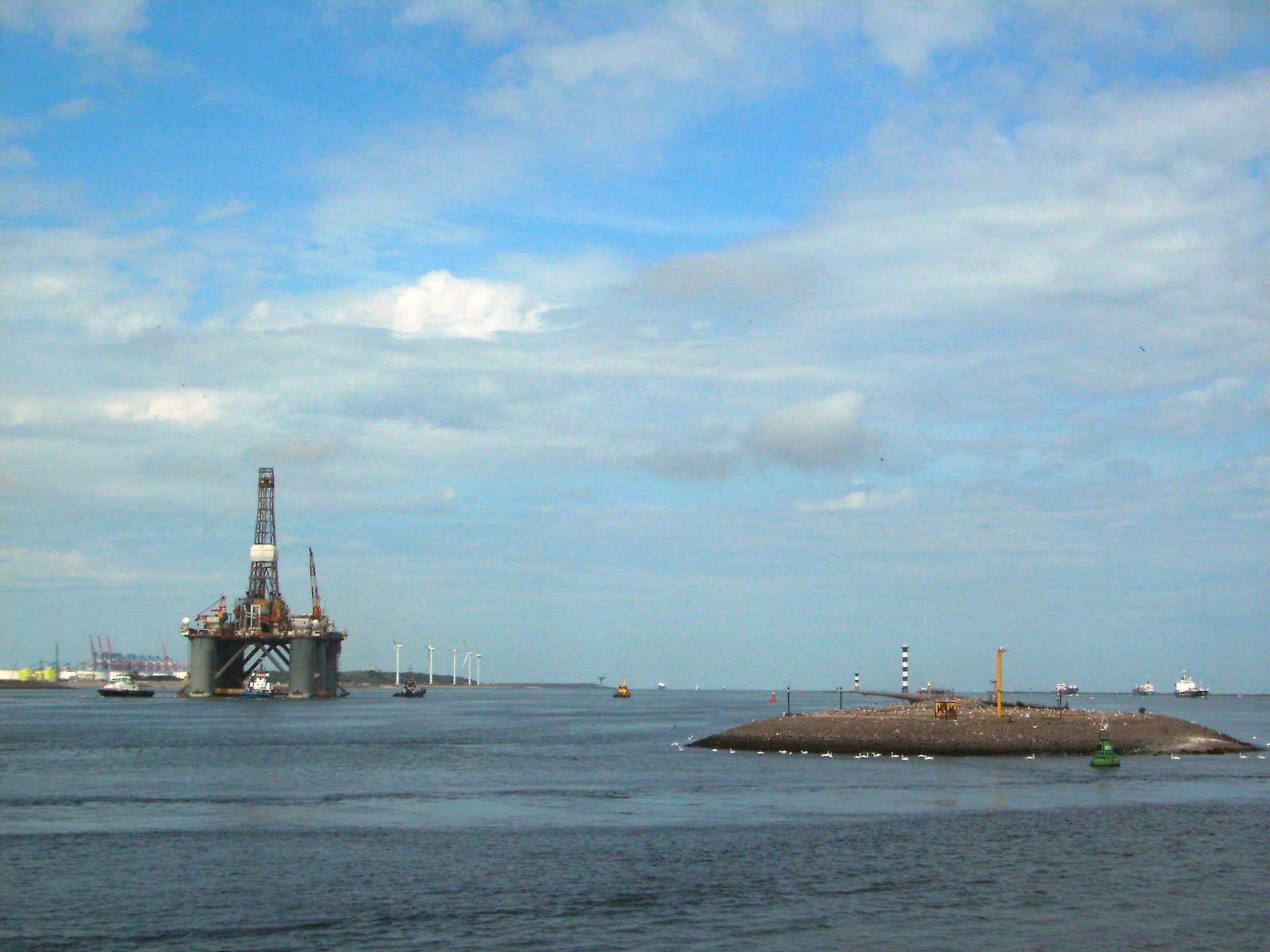
Maasmond vanaf de kop van de Rozenburgse landtong

In maart 2008 maakte de havenmeester van het Havenbedrijf Rotterdam bekend dat het Ministerie van Verkeer en Waterstaat de Maasgeul gaat verbreden naar een tweebaansweg voor zeeschepen. De Maasgeul is ongeveer 10 kilometer lang, 600 meter breed en met een diepte van 24,3 meter (NAP). Na de verbreding kunnen zeeschepen die verplicht zijn door de Maasgeul te varen elkaar overal in de geul passeren, hetgeen voor de verbreding niet mogelijk was. Vaartuigen met een diepgang van meer dan 14,3 meter zijn verplicht gebruik te maken van de Maasgeul om de Rotterdamse haven te benaderen. De havenmeester heeft hierom verzocht, omdat hij een grote toename verwacht van containerschepen met een dergelijke diepgang. Tevens speelt het Havenbedrijf hiermee in op de toegenomen drukte op de Noordzee, de aanleg van Maasvlakte 2 en de komst van LNG-tankers naar de haven. Ook past de verbreding in het streven van het Havenbedrijf om de vlotheid van de scheepvaartverkeersafwikkeling op peil te kunnen houden en om het scheepvaartverkeer in het buitengaatse aanloopgebied (het zogenoemde buitengaatse verkeersscheidingsstelsel Rotterdam-Rijnmond) veiliger te maken. Andere maatregelen die in dit streven passen zijn de komst van een verkeersrotonde op ongeveer 15 kilometer voor de monding van de Nieuwe Waterweg en het vergroten en logischer aanleggen van de ankergebieden voor schepen.

#### Verdere verbreding
Om de capaciteit van de Maasgeul te vergroten, wat nodig is voor zowel de algemene tendens om steeds grotere (en dieper stekende) schepen te gebruiken, alsook vanwege de verwachte groei in scheepsbewegingen als gevolg van de opening van de Tweede Maasvlakte is Rijkswaterstaat in februari 2012 begonnen met baggerwerk voor een (verdere) verbreding van de Maasgeul tot 830 meter. De werkzaamheden moeten voor de zomer van 2012 zijn afgerond, ruim op tijd voor de opening van de Tweede Maasvlakte in 2013.
Door de Euro-Maasgeul varen jaarlijks gemiddeld 357 schepen met de maximale diepgang.

### Oversteken van de Maasgeul
Voor de kleine zeevaart die relatief dicht langs de kust vaart wordt een oversteekroute aanbevolen, wanneer men de Maasgeul wil kruisen. Deze kleine vaartuigen moeten om de Maasvlakte heen en sinds oktober 2008 moeten deze vaartuigen ook om Maasvlakte 2 heen. Omdat zeeschepen moeilijk kunnen uitwijken dienen de kleinere schepen zich te melden op het marifoonkanaal en dienen ze ruime afstand te houden van de grote zeeschepen.

## Maasmond
Bij de Maasmond splitst de vaarweg zich in de Nieuwe Waterweg richting de stad en het Calandkanaal richting Europoort of de Maasvlakte. De waterweg(rivier) heeft een rode lichtenlijn, terwijl het Calandkanaal een groene lichtenlijn heeft. Elke lichtlijn bestaat uit twee vuurtorens/lichtopstanden. De centrale witte lichtenlijn wordt het Lage Licht en het Hoge Licht genoemd.

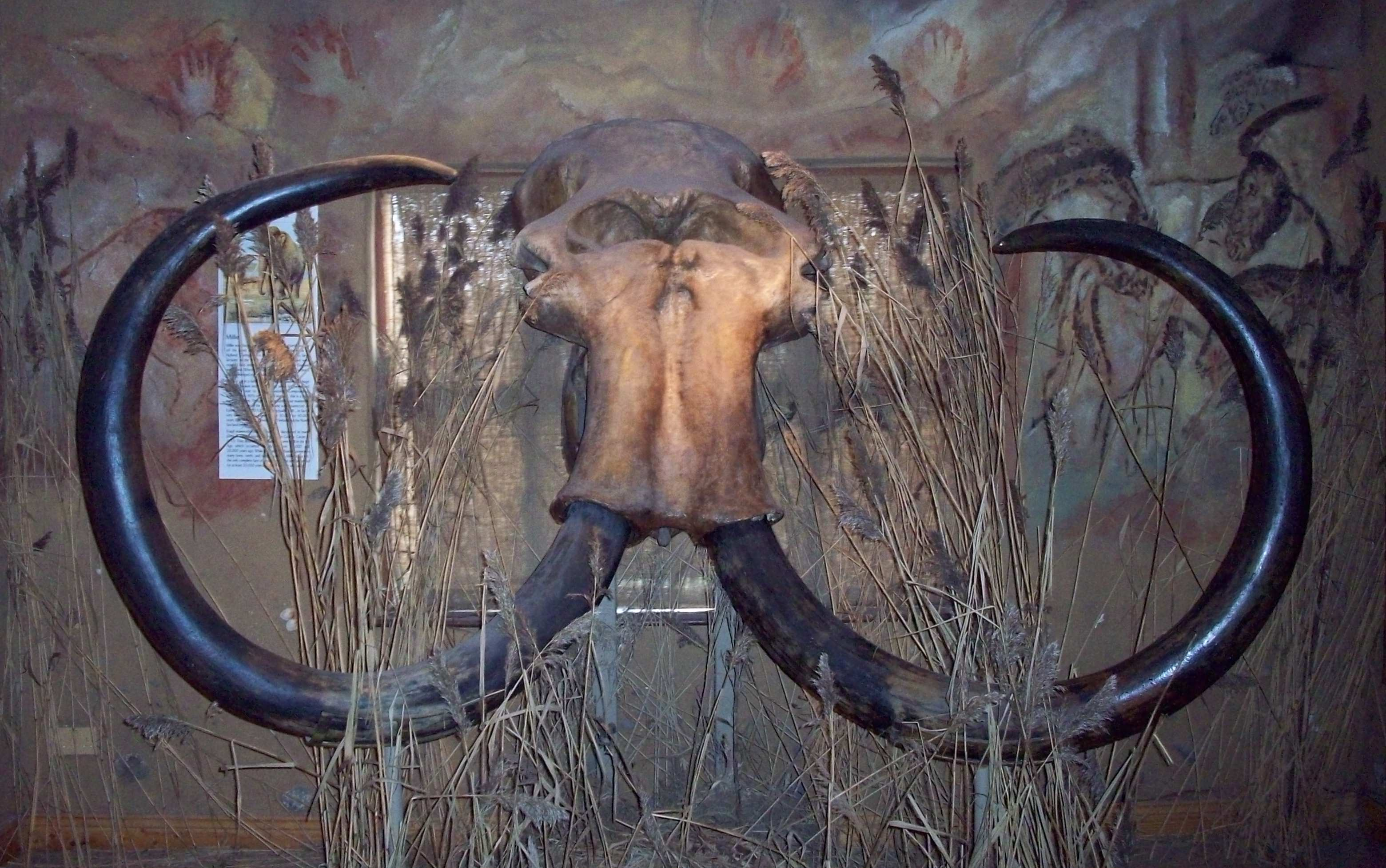
Schedel wolharige mammoet, in 1999 opgevist bij Hoek van Holland

## Fossielen
Bij het wegzuigen van het zand om de Eurogeul op diepte te houden, blijven er fossiele resten achter zoals de fossiele botten van zoogdieren. Boomkorvissers haalden reeds duizenden botten en kiezen van ijstijdzoogdieren als bijvangst in hun netten boven. De fossielen die het meest zijn opgevist zijn de botten van de wolharige mammoet. Ook van andere dieren uit de ijstijd die tegenwoordig zijn uitgestorven, zijn er resten gevonden, zoals van het reuzenhert, de wolharige neushoorn en grottenleeuw. Daarnaast zijn er ook fossiele resten van zeezoogdieren als de orka, de grijze walvis, zadelrob, ringelrob, walrus en beloega in de netten gevonden. Al deze fossielen stammen uit de laatste ijstijd en zijn bijzonder gaaf, door hun relatief korte blootstelling in het Noordzeewater.